# مرغ درختزار بوگن‌ویل
مرغ درختزار بوگن‌ویل (نام علمی: Megalurulus llaneae) نام یک گونه از سرده مرغ‌های درختزار است.